# Bacillales
A Bacillales a Gram-pozitív baktériumok egy rendje a Firmicutes törzsben. Nagy részük aerob, nem képesek létezni anaerob körülmények között. Kedvezőtlen körülmények esetén endospórát képesek kialakítani. Jellemző nemzetségek a Bacillus, Listeria és a Staphylococcus.

## Rendszertan
A következő családokat sorolják ide:
- Alicyclobacillaceae (benne: Pasteuriaceae)
- Bacillaceae
- Caryophanaceae
- Listeriaceae
- Paenibacillaceae
- Planococcaceae
- Sporolactobacillaceae
- Staphylococcaceae
- Thermoactinomycetaceae
- Turicibacteraceae.